# Monroe (Dakota Południowa)
Monroe – miasto w Stanach Zjednoczonych, w stanie Dakota Południowa, w hrabstwie Turner.